# 17.ª etapa de la Vuelta a España 2022
La 17.ª etapa de la Vuelta a España 2022 tuvo lugar el 7 de septiembre de 2022 entre Aracena y Monasterio de Tentudía sobre un recorrido de 162,3 km. El vencedor fue el colombiano Rigoberto Urán del EF Education-EasyPost y el belga Remco Evenepoel consiguió mantener el liderato.

## Clasificación de la etapa
| Aracena - Monasterio de Tentudía | etapa de media montaña | (162,3 km) |

| \| Clasificación de la etapa \| Clasificación de la etapa \| Clasificación de la etapa \| Clasificación de la etapa \| Clasificación de la etapa \| \| Ciclista \| Ciclista \| Equipo \| Tiempo \| \| \| ------------------------- \| ------------------------- \| ------------------------- \| ------------------------- \| ------------------------- \| \| 1.º \| Rigoberto Urán \| EF Education-EasyPost \| 3 h 42 min 28 s \| \| \| 2.º \| Quentin Pacher \| Groupama-FDJ \| + 0 s \| \| \| 3.º \| Jesús Herrada \| Cofidis \| + 3 s \| \| \| 4.º \| Marc Soler \| UAE Team Emirates \| + 15 s \| \| \| 5.º \| Kenny Elissonde \| Trek-Segafredo \| + 26 s \| \| \| 6.º \| Clément Champoussin \| AG2R Citroën Team \| + 29 s \| \| \| 7.º \| Alessandro De Marchi \| Israel-Premier Tech \| + 46 s \| \| \| 8.º \| Bob Jungels \| AG2R Citroën Team \| + 55 s \| \| \| 9.º \| Élie Gesbert \| Arkéa-Samsic \| + 1 min 09 s \| \| \| 10.º \| Lawson Craddock \| BikeExchange-Jayco \| + 1 min 30 s \| \| |                      |                       |                 |
| |                      |                       |                 |
| Fuente: ProCyclingStats |                      |                       |                 |
| Clasificación de la etapa |                      |                       |                 |
| Ciclista | Ciclista             | Equipo                | Tiempo          |
| 1.º | Rigoberto Urán       | EF Education-EasyPost | 3 h 42 min 28 s |
| 2.º | Quentin Pacher       | Groupama-FDJ          | + 0 s           |
| 3.º | Jesús Herrada        | Cofidis               | + 3 s           |
| 4.º | Marc Soler           | UAE Team Emirates     | + 15 s          |
| 5.º | Kenny Elissonde      | Trek-Segafredo        | + 26 s          |
| 6.º | Clément Champoussin  | AG2R Citroën Team     | + 29 s          |
| 7.º | Alessandro De Marchi | Israel-Premier Tech   | + 46 s          |
| 8.º | Bob Jungels          | AG2R Citroën Team     | + 55 s          |
| 9.º | Élie Gesbert         | Arkéa-Samsic          | + 1 min 09 s    |
| 10.º | Lawson Craddock      | BikeExchange-Jayco    | + 1 min 30 s    |

## Clasificaciones al final de la etapa

### Clasificación general
| \| Clasificación general \| Clasificación general \| Clasificación general \| Clasificación general \| Clasificación general \| \| Ciclista \| Ciclista \| Equipo \| Tiempo \| \| \| --------------------- \| --------------------- \| ---------------------- \| --------------------- \| --------------------- \| \| 1.º \| Remco Evenepoel \| Quick-Step Alpha Vinyl \| 65 h 14 min 05 s \| \| \| 2.º \| Enric Mas \| Movistar Team \| + 2 min 01 s \| \| \| 3.º \| Juan Ayuso \| UAE Team Emirates \| + 4 min 51 s \| \| \| 4.º \| Carlos Rodríguez \| Ineos Grenadiers \| + 5 min 20 s \| \| \| 5.º \| Miguel Ángel López \| Astana Qazaqstan Team \| + 5 min 33 s \| \| \| 6.º \| João Almeida \| UAE Team Emirates \| + 6 min 51 s \| \| \| 7.º \| Thymen Arensman \| Team DSM \| + 7 min 46 s \| \| \| 8.º \| Ben O'Connor \| AG2R Citroën Team \| + 9 min 11 s \| \| \| 9.º \| Rigoberto Urán \| EF Education-EasyPost \| + 9 min 33 s \| \| \| 10.º \| Jai Hindley \| Bora-Hansgrohe \| + 11 min 40 s \| \| |                    |                        |                  |
| |                    |                        |                  |
| Fuente: ProCyclingStats |                    |                        |                  |
| Clasificación general |                    |                        |                  |
| Ciclista | Ciclista           | Equipo                 | Tiempo           |
| 1.º | Remco Evenepoel    | Quick-Step Alpha Vinyl | 65 h 14 min 05 s |
| 2.º | Enric Mas          | Movistar Team          | + 2 min 01 s     |
| 3.º | Juan Ayuso         | UAE Team Emirates      | + 4 min 51 s     |
| 4.º | Carlos Rodríguez   | Ineos Grenadiers       | + 5 min 20 s     |
| 5.º | Miguel Ángel López | Astana Qazaqstan Team  | + 5 min 33 s     |
| 6.º | João Almeida       | UAE Team Emirates      | + 6 min 51 s     |
| 7.º | Thymen Arensman    | Team DSM               | + 7 min 46 s     |
| 8.º | Ben O'Connor       | AG2R Citroën Team      | + 9 min 11 s     |
| 9.º | Rigoberto Urán     | EF Education-EasyPost  | + 9 min 33 s     |
| 10.º | Jai Hindley        | Bora-Hansgrohe         | + 11 min 40 s    |

### Clasificación por puntos
| Clasificación por puntos | Clasificación por puntos | Clasificación por puntos | Clasificación por puntos | Clasificación por puntos |
| Ciclista                 | Ciclista                 | Equipo                   | Puntos                   |                          |
| ------------------------ | ------------------------ | ------------------------ | ------------------------ | ------------------------ |
| 1.º                      | Mads Pedersen            | Trek-Segafredo           | 349 pts                  |                          |
| 2.º                      | Fred Wright              | Bahrain Victorious       | 149 pts                  |                          |
| 3.º                      | Marc Soler               | UAE Team Emirates        | 133 pts                  |                          |
| 4.º                      | Samuele Battistella      | Astana Qazaqstan Team    | 105 pts                  |                          |
| 5.º                      | Remco Evenepoel          | Quick-Step Alpha Vinyl   | 103 pts                  |                          |
| 6.º                      | Enric Mas                | Movistar Team            | 90 pts                   |                          |
| 7.º                      | Pascal Ackermann         | UAE Team Emirates        | 86 pts                   |                          |
| 8.º                      | Quentin Pacher           | Groupama-FDJ             | 74 pts                   |                          |
| 9.º                      | Danny van Poppel         | Bora-Hansgrohe           | 72 pts                   |                          |
| 10.º                     | Lawson Craddock          | BikeExchange-Jayco       | 64 pts                   |                          |

### Clasificación de la montaña
| Clasificación de la montaña | Clasificación de la montaña | Clasificación de la montaña | Clasificación de la montaña | Clasificación de la montaña |
| Ciclista                    | Ciclista                    | Equipo                      | Puntos                      |                             |
| --------------------------- | --------------------------- | --------------------------- | --------------------------- | --------------------------- |
| 1.º                         | Jay Vine                    | Alpecin-Deceuninck          | 59 pts                      |                             |
| 2.º                         | Richard Carapaz             | Ineos Grenadiers            | 30 pts                      |                             |
| 3.º                         | Thymen Arensman             | Team DSM                    | 22 pts                      |                             |
| 4.º                         | Robert Stannard             | Alpecin-Deceuninck          | 21 pts                      |                             |
| 5.º                         | Marc Soler                  | UAE Team Emirates           | 20 pts                      |                             |
| 6.º                         | Enric Mas                   | Movistar Team               | 19 pts                      |                             |
| 7.º                         | Jimmy Janssens              | Alpecin-Deceuninck          | 17 pts                      |                             |
| 8.º                         | Miguel Ángel López          | Astana Qazaqstan Team       | 16 pts                      |                             |
| 9.º                         | Thibaut Pinot               | Groupama-FDJ                | 12 pts                      |                             |
| 10.º                        | Jesús Herrada               | Cofidis                     | 11 pts                      |                             |

### Clasificación de los jóvenes
| Clasificación del mejor joven | Clasificación del mejor joven | Clasificación del mejor joven | Clasificación del mejor joven | Clasificación del mejor joven |
| Ciclista                      | Ciclista                      | Equipo                        | Tiempo                        |                               |
| ----------------------------- | ----------------------------- | ----------------------------- | ----------------------------- | ----------------------------- |
| 1.º                           | Remco Evenepoel               | Quick-Step Alpha Vinyl        | 65 h 14 min 05 s              |                               |
| 2.º                           | Juan Ayuso                    | UAE Team Emirates             | + 4 min 51 s                  |                               |
| 3.º                           | Carlos Rodríguez              | Ineos Grenadiers              | + 5 min 20 s                  |                               |
| 4.º                           | João Almeida                  | UAE Team Emirates             | + 6 min 51 s                  |                               |
| 5.º                           | Thymen Arensman               | Team DSM                      | + 7 min 46 s                  |                               |
| 6.º                           | José Félix Parra              | Equipo Kern Pharma            | + 44 min 44 s                 |                               |
| 7.º                           | Gino Mäder                    | Bahrain Victorious            | + 46 min 30 s                 |                               |
| 8.º                           | Sergio Higuita                | Bora-Hansgrohe                | + 54 min 33 s                 |                               |
| 10.º                          | Edoardo Zambanini             | Bahrain Victorious            | + 1 h 04 min 14 s             |                               |

### Clasificación por equipos
| Clasificación por equipos | Clasificación por equipos          | Clasificación por equipos | Clasificación por equipos |
| Equipo                    | Equipo                             | Tiempo                    |                           |
| ------------------------- | ---------------------------------- | ------------------------- | ------------------------- |
| 1.º                       | UAE Team Emirates                  | 194 h 52 min 35 s         |                           |
| 2.º                       | Ineos Grenadiers                   | + 43 min 16 s             |                           |
| 3.º                       | Astana Qazaqstan Team              | + 54 min 47 s             |                           |
| 4.º                       | Movistar Team                      | + 1 h 05 min 21 s         |                           |
| 5.º                       | Bahrain Victorious                 | + 1 h 07 min 40 s         |                           |
| 6.º                       | Bora-Hansgrohe                     | + 1 h 08 min 46 s         |                           |
| 7.º                       | Intermarché-Wanty-Gobert Matériaux | + 1 h 25 min 25 s         |                           |
| 8.º                       | Jumbo-Visma                        | + 1 h 41 min 25 s         |                           |
| 9.º                       | EF Education-EasyPost              | + 1 h 42 min 15 s         |                           |
| 10.º                      | Groupama-FDJ                       | + 2 h 16 min 08 s         |                           |

## Abandonos
Primož Roglič, como consecuencia de una caída el día anterior, Filippo Conca, tras haber dado positivo en COVID-19, y Bryan Coquard, fatigado, no tomaron la salida. Por su parte, Rein Taaramäe no completó la etapa.